# Ampelocissus botryostachys
Ampelocissus botryostachys là một loài thực vật hai lá mầm trong họ Nho. Loài này được Planch. miêu tả khoa học đầu tiên năm 1887.